# Mauro Caviezel
Mauro Caviezel (* 18. August 1988 in Tumegl) ist ein ehemaliger Schweizer Skirennfahrer. Er gehörte der Nationalmannschaft des Schweizer Skiverbandes an und war auf die Disziplinen Abfahrt, Super-G und Alpine Kombination spezialisiert. Er gewann die Super-G-Disziplinenwertung der Weltcupsaison 2019/20 und eine Bronzemedaille bei Weltmeisterschaften. Sein jüngerer Bruder Gino ist ebenfalls Skirennfahrer.

## Biografie
Caviezel nahm ab dem Winter 2003/2004 an FIS-Rennen und nationalen (Jugend-)Meisterschaften teil. Er gewann mehrere Medaillen bei Schweizer Juniorenmeisterschaften und die Bronzemedaille im Super-G beim European Youth Olympic Festival 2005 in Monthey. Nach seinem ersten Sieg in einem FIS-Rennen startete Caviezel im Februar 2006 erstmals im Europacup. Einen Monat später gewann er bei den Juniorenweltmeisterschaften 2006 in der kanadischen Provinz Québec die Silbermedaille in der Kombination. Im Europacup gelangen ihm ab der Saison 2007/2008 Top-10-Platzierungen in den Disziplinen Slalom und Super-Kombination. Den ersten Podestplatz erreichte er am 3. März 2010 mit Rang drei in der Super-Kombination von Sarntal/Reinswald. Der zweite Podestplatz folgte am 7. Januar 2011 mit Platz drei im Super-G von Wengen.
Ab März 2008 ist Caviezel auch im Weltcup am Start, zunächst vereinzelt im Slalom und ab 2011 im Super-G und im Riesenslalom. Weltcuppunkte gewann er in dieser Phase allerdings noch nicht. Seinen bis dahin grössten Erfolg auf nationaler Ebene feierte er im März 2011, als er in St. Moritz zeitgleich mit Christian Spescha Schweizer Meister im Super-G wurde. Am 24. November 2011 kam Caviezel im zweiten Durchgang des FIS-Riesenslaloms von Zinal schwer zu Sturz. Neben einer Schulterluxation zog er sich einen Riss des vorderen Kreuzbandes und Verletzungen am Aussenmeniskus des linken Knies zu, weshalb die Saison 2011/12 für ihn schon frühzeitig beendet war.
Erst im März 2013 konnte Caviezel wieder Skirennen bestreiten. Am 11. Januar 2014 feierte er auf der verkürzten Lauberhornabfahrt in Wengen seinen ersten Europacupsieg. Sechs Tage später gewann er ebenfalls in Wengen seine ersten Weltcuppunkte, mit Platz 12 in der Super-Kombination. Am 26. Januar 2014 fuhr er in der Super-Kombination von Kitzbühel auf den 5. Platz und erzielte damit seine erste Top-10-Klassierung; dieses Ergebnis egalisierte er am 19. März 2015 im Super-G von Méribel. Bei den Weltmeisterschaften 2017 in St. Moritz gewann er überraschend die Bronzemedaille in der Kombination. Seine erste Weltcup-Podestplatzierung folgte am 16. März 2017 mit Platz 3 im Super-G von Aspen.
Podestplätze blieben in der Weltcupsaison 2017/18 aus. Caviezel fuhr sechsmal unter die besten zehn, ein vierter Platz in der Kombination von Bormio war sein bestes Ergebnis in diesem Winter. Er nahm an den Olympischen Winterspielen 2018 in Pyeongchang teil. Dort fuhr er in der Kombination auf Platz 12 und in der Abfahrt auf Platz 13, während er im Super-G ausschied. In der Weltcupsaison 2018/19 gelang ihm definitiv der Durchbruch zur Weltspitze. Es gelangen ihm fünf weitere Podestplätze und diverse Top-10-Platzierungen. Er schloss die Saison als jeweils Drittplatzierter der Super-G-Wertung und der Kombinationswertung ab. Bei den Weltmeisterschaften 2019 in Åre wurde er Siebter der Kombination und Neunter der Abfahrt.
Seinen bisher grössten Erfolg feierte Caviezel in der Weltcupsaison 2019/20 mit dem Gewinn der Super-G-Disziplinenwertung. Zwar gewann er keines der sechs ausgetragenen Rennen, konnte sich aber dank der konstant guten Leistungen durchsetzen. Er war je zweimal Zweiter und Vierter und je einmal Dritter und Fünfter. Da die letzten beiden Rennen in Kvitfjell und Cortina d’Ampezzo abgesagt werden musste, stand er vorzeitig als Disziplinensieger fest, mit drei Punkten Vorsprung auf den Österreicher Vincent Kriechmayr. Zwei weitere Podestplätze kamen in der Abfahrt und in der Kombination hinzu.
In den Vorbereitungen zur Saison 20/21 erlitt Caviezel im Juni einen Achillessehnenriss im linken Fuss. Er erholte sich rasch von dieser Verletzung und konnte am 12. Dezember 2020 bei seinem Comebackrennen, dem Super-G von Val-d’Isère, seinen ersten Weltcupsieg feiern. Beim Super-G-Training in Garmisch-Partenkirchen kam er schwer zu Sturz. Dabei zog sich Caviezel eine starke Gehirnerschütterung, eine Knochenprellung sowie eine Außenbandverletzung am linken Knie zu. Bei seinem Comeback im Super-G der Weltmeisterschaften 2021 in Cortina d’Ampezzo schied er nach einem Torfehler aus und verzichtete auf einen weiteren Start in der WM-Abfahrt. Nach dem ersten Abfahrtstraining in Saalbach-Hinterglemm entschloss er sich dazu, die Saison abzubrechen, da die Folgen des Sturzes in Garmisch-Partenkirchen zu gravierend waren.
In der Saison 2022/23 gab er sein Comeback. Bei seinem zweiten Renneinsatz, dem Super-G von Lake Louise, stürzte er Ende November 2022 und zog sich erneut ein Schädel-Hirn-Trauma zu. Er gab am 10. Januar 2023 schliesslich seinen Rücktritt vom Spitzensport bekannt.
Caviezel ist verheiratet und Vater von Zwillingen (*November 2024).

## Erfolge

### Olympische Spiele
- Sotschi 2014: 28. Riesenslalom
- Pyeongchang 2018: 12. Alpine Kombination, 13. Abfahrt

### Weltmeisterschaften
- Vail/Beaver Creek 2015: 13. Alpine Kombination, 17. Super-G
- St. Moritz 2017: 3. Alpine Kombination, 20. Super-G, 21. Abfahrt
- Åre 2019: 7. Alpine Kombination, 9. Abfahrt

### Weltcup
- 12 Podestplätze, davon 1 Sieg:

| Datum             | Ort         | Land       | Disziplin |
| ----------------- | ----------- | ---------- | --------- |
| 12. Dezember 2020 | Val-d’Isère | Frankreich | Super-G   |

### Weltcupwertungen
| Saison  | Gesamt | Gesamt | Abfahrt | Abfahrt | Super-G | Super-G | Kombination | Kombination | Parallel | Parallel |
| Saison  | Platz  | Punkte | Platz   | Punkte  | Platz   | Punkte  | Platz       | Punkte      | Platz    | Punkte   |
| ------- | ------ | ------ | ------- | ------- | ------- | ------- | ----------- | ----------- | -------- | -------- |
| 2013/14 | 77.    | 67     | –       | –       | –       | –       | 6.          | 67          | –        | –        |
| 2014/15 | 42.    | 197    | 38.     | 35      | 19.     | 100     | 8.          | 62          | –        | –        |
| 2016/17 | 33.    | 263    | 24.     | 70      | 10.     | 135     | 10.         | 54          | –        | –        |
| 2017/18 | 23.    | 358    | 12.     | 177     | 15.     | 91      | 5.          | 90          | –        | –        |
| 2018/19 | 7.     | 696    | 5.      | 282     | 3.      | 324     | 3.          | 90          | –        | –        |
| 2019/20 | 7.     | 669    | 10.     | 220     | 1.      | 365     | 8.          | 80          | 39.      | 4        |
| 2020/21 | 22.    | 307    | 24.     | 82      | 4.      | 225     | –           | –           | –        | –        |

### Europacup
- Saison 2010/11: 5. Super-G-Wertung
- Saison 2013/14: 8. Abfahrtswertung
- 5 Podestplätze, davon 1 Sieg:

| Datum           | Ort    | Land    | Disziplin |
| --------------- | ------ | ------- | --------- |
| 11. Januar 2014 | Wengen | Schweiz | Abfahrt   |

### Juniorenweltmeisterschaften
- Québec 2006: 2. Kombination, 6. Abfahrt, 9. Super-G, 13. Riesenslalom, 17. Slalom
- Altenmarkt 2007: 5. Slalom, 7. Super-G, 22. Abfahrt
- Formigal 2008: 26. Abfahrt

### Weitere Erfolge
- 3 Schweizer Meistertitel (Super-G 2011 und 2014, Abfahrt 2015)
- Bronzemedaille im Super-G beim European Youth Olympic Festival 2005
- 13 Siege in FIS-Rennen